# Tandolvon
Tandolvon (Viburnum dentatum) är en desmeknoppsväxtart som beskrevs av Carl von Linné. Tandolvon ingår i släktet olvonsläktet, och familjen desmeknoppsväxter. Utöver nominatformen finns också underarten V. d. venosum.

## Bildgalleri

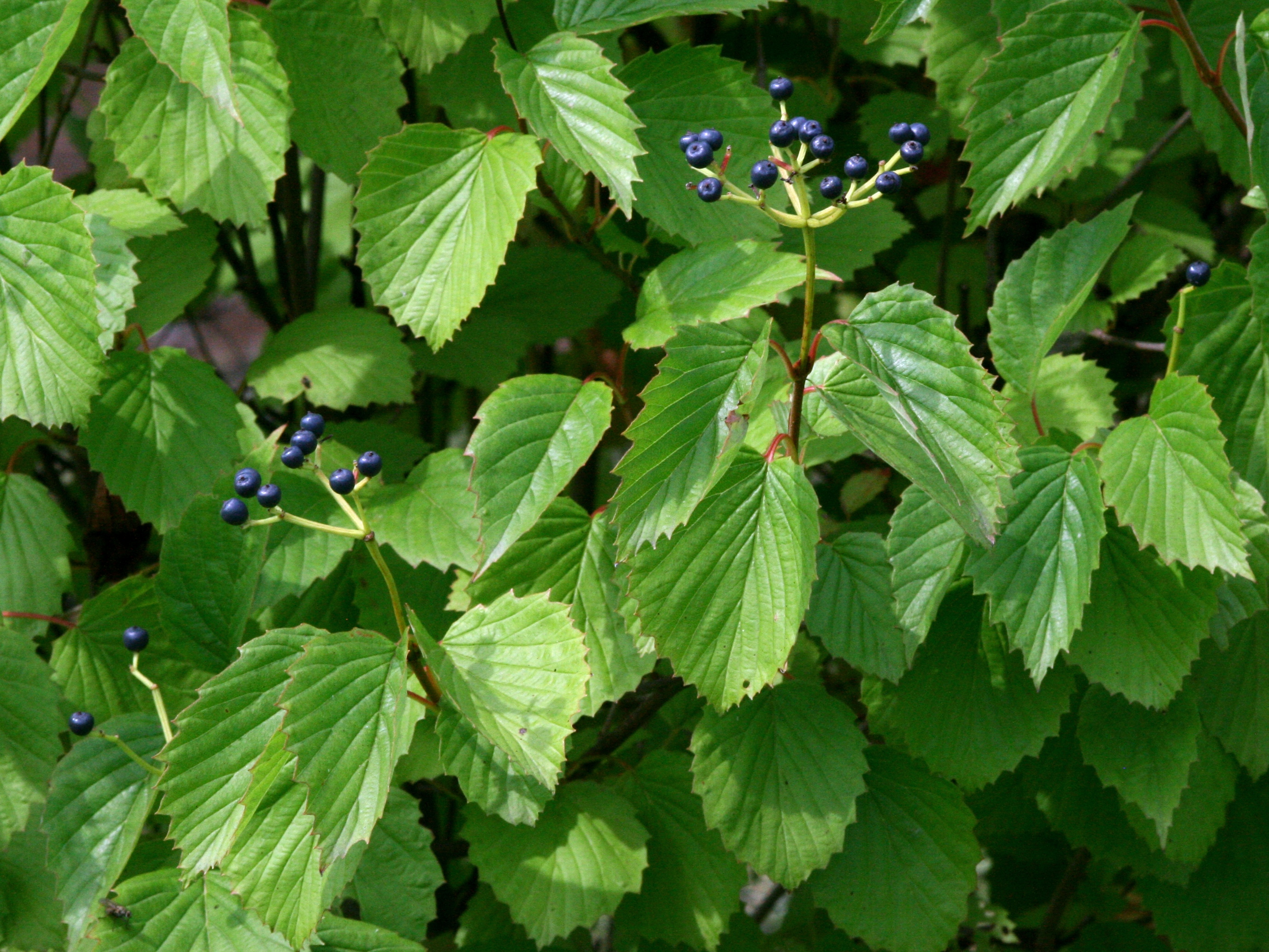
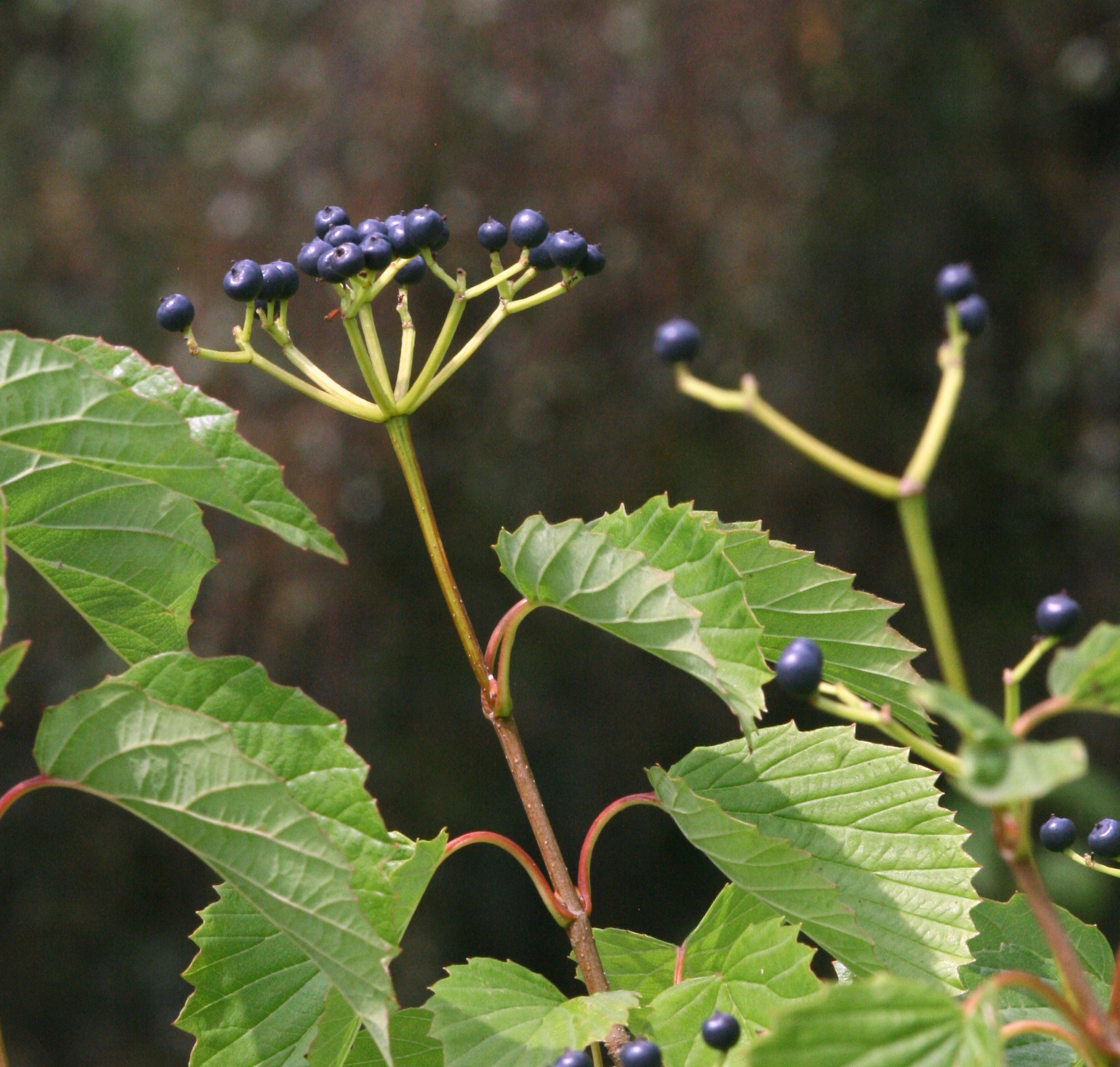
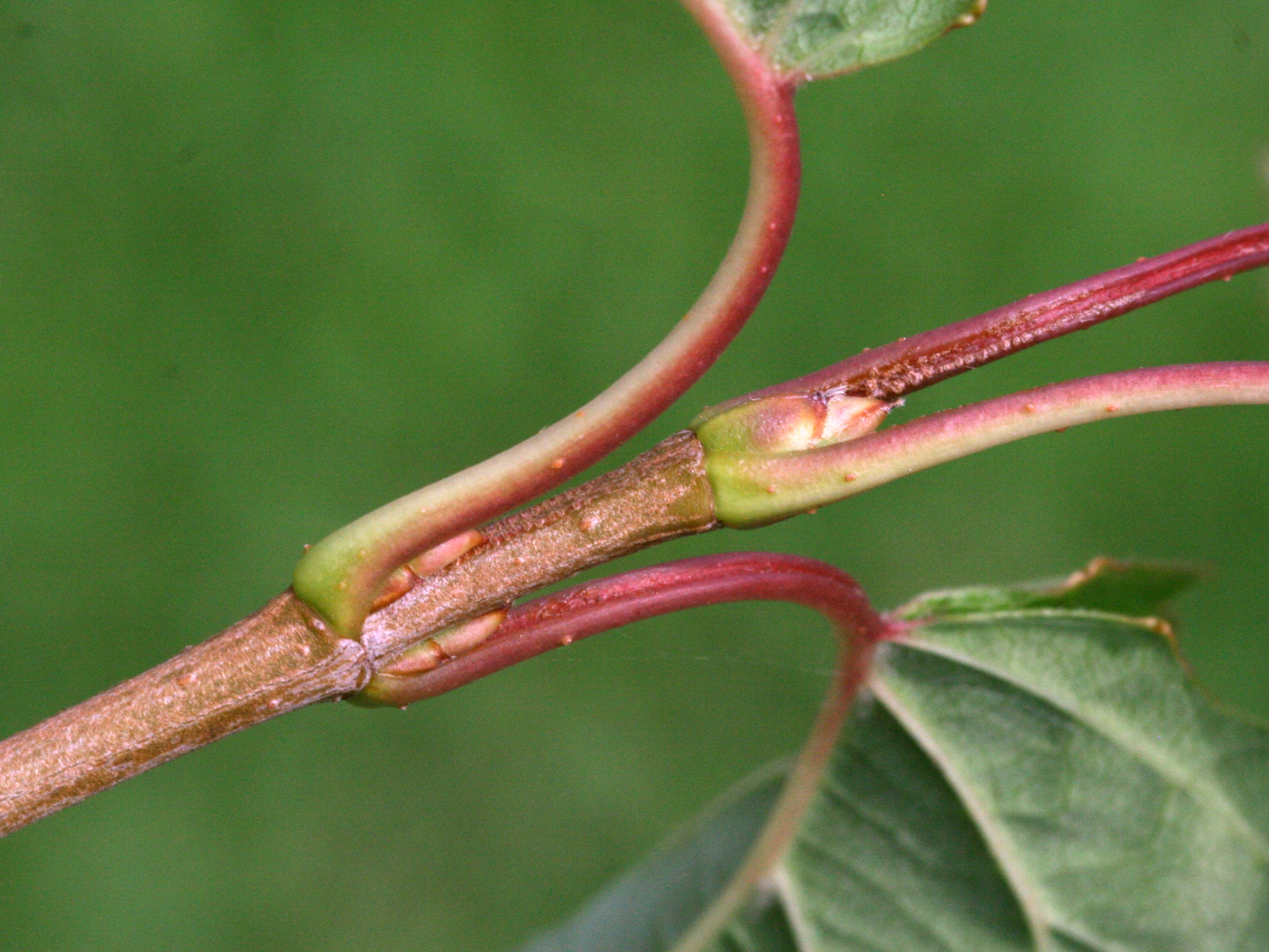
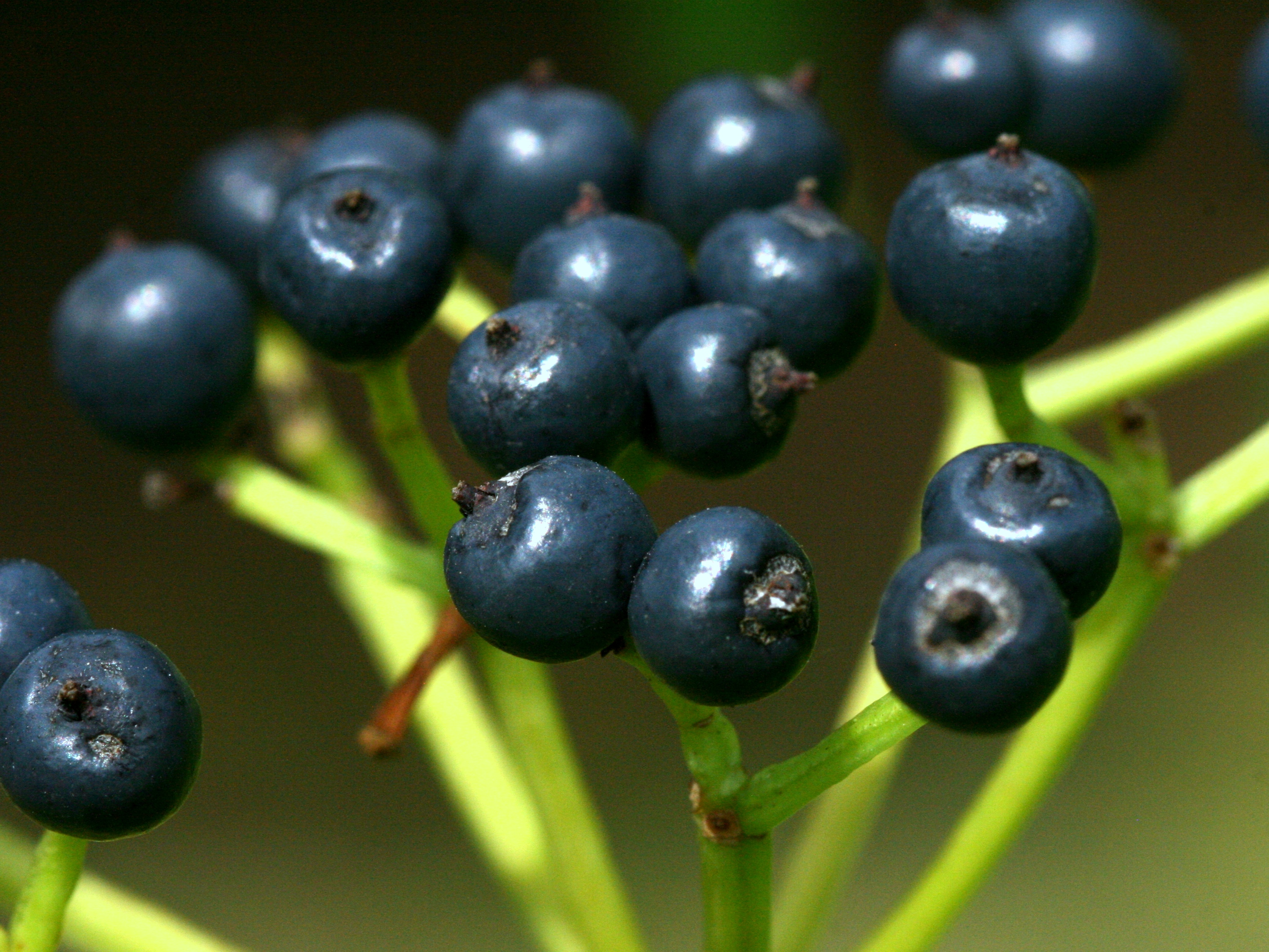